# عمرو رضا حسين
عمرو رضا رمضان حسين مصارع مصري، يمارس المصارعة الحرة. حصل على الميدالية البرونزية في دورة الألعاب الأفريقية 2019، وحاصل على ميداليتين في بطولة المصارعة الأفريقية.

## الحياة المهنية
حصل على الميدالية الفضية في وزن 70 كجم في بطولة المصارعة الأفريقية 2018 التي أقيمت في بورت هاركورت في نيجيريا. في عام 2019، مثل مصر في دورة الألعاب الإفريقية 2019 التي أقيمت في الرباط بالمغرب وفاز بإحدى الميداليات البرونزية في وزن 65 كجم.
تأهل في تصفيات المصارعة الأولمبية في أفريقيا وأوقيانوسيا 2021 لتمثيل مصر في دورة الألعاب الأولمبية الصيفية 2020 في طوكيو في اليابان.

## النتائج الرئيسية
| سنة  | المسابقة                  | موقع                     | الترتيب | حدث        |
| ---- | ------------------------- | ------------------------ | ------- | ---------- |
| 2018 | بطولات المصارعة الأفريقية | بورت هاركورت ، نيجيريا   | الثاني  | حرة 70 كجم |
| 2019 | الألعاب الأفريقية         | الرباط، المغرب           | الثالث  | حرة 65 كجم |
| 2020 | بطولات المصارعة الأفريقية | الجزائر العاصمة، الجزائر | الثالث  | حرة 74 كجم |